# Матадор (фильм, 1986)
«Матадо́р» (исп. Matador) — художественный фильм испанского режиссёра Педро Альмодовара, вышедший на экраны в 1986 году. Сам режиссёр считает эту работу (наряду с «Кикой») слабым местом в своей фильмографии.
Альмодовар работал над «Матадором» и «Законом желания» почти одновременно. Он признаёт многочисленные переклички между этими проектами. Это первые фильмы режиссёра, в которых на передний план вместо женских выходят мужские образы.

## Сюжет
Бывший тореадор, вынужденный покинуть ринг после ранения, и успешная женщина-адвокат со специализацией на «мокрухе» — серийные убийцы. Для обоих (возможно, в силу специфики профессии) высшее наслаждение неразрывно связано со смертью партнёра. Когда их пути пересекаются, каждый смотрит на другого как на потенциальную жертву. Неведомая сила влечёт их друг к другу. Мужчина и женщина соединяются в страстном оргазме, после чего обоих находят мёртвыми.
С этой парой контрастирует другая, молодая и относительно невинная. Парень (в исполнении Антонио Бандераса), чтобы самоутвердиться как мужчина, пытается изнасиловать соседку. После этого из чувства вины он объявляет себя виновником убийств, совершённых в реальности его наставником по школе корриды и адвокатом. Приближающееся солнечное затмение пробуждает в нём дар экстрасенса, а это, в свою очередь, позволяет указать полиции место захоронения жертв преступлений.
Несмотря на бесспорность улик против юноши, полицейский инспектор (Эусебио Понсела) и его подруга-психолог (Кармен Маура) полны решимости доказать невиновность молодого человека…

## В ролях
- Ассумпта Серна — Мария Карденаль
- Антонио Бандерас — Анхель
- Начо Мартинес — Диего
- Эва Кобо — Эва
- Хульета Серрано — Берта
- Чус Лампреаве — Пилар
- Кармен Маура — Джулия
- Эусебио Понсела — комиссар
- Биби Андерсен — торговка цветами

## Съёмочная группа
- Авторы сценария:
  - Хесус Ферреро
  - Педро Альмодовар
- Режиссёр: Педро Альмодовар
- Оператор: Анхель Луис Фернандес
- Композитор: Бернардо Бонецци
- Художник: Роман Аранхо
- Монтаж: Пепе Сальседо
- Продюсер: Андрес Висенте Гомес

## Тематика
Альмодовар называет «Матадор» самым абстрактным своим фильмом. Сюжет иллюстрирует фрейдистский тезис о взаимопроникновении смерти и сексуального удовольствия. Режиссёр признаёт, что зрителю сложно отождествить себя с кем-либо из главных героев. Возможно, по этой причине фильм не имел успеха в Испании.
Другая излюбленная тема Альмодовара — перемена сексуальных ролей. Как замечает режиссёр, матадор ведёт себя на арене как женщина (привлекает к себе внимание ярким костюмом, поводит бёдрами), тогда как женщина-убийца «входит в мужчин» своей шпилькой, как бы имитируя действия тореро. Преступные мужчина и женщина настолько меняются ролями, что, по мнению режиссёра, их отношения начинают напоминать гомосексуальные.
Помимо двух пар любовников, в фильме противопоставлены матери двух молодых людей, которые воплощают две стороны испанского общества — консервативную и либеральную.